# Nøglen til Paradis
Nøglen til Paradis er en dansk film fra 1970.
- Manuskript Aage Stentoft.
- Instruktion Sven Methling jun.

Blandt de medvirkende kan nævnes:
- John Larsen
- Lone Lindorff
- Dirch Passer
- Lone Hertz
- Jørgen Ryg
- Else Marie Hansen
- Preben Mahrt
- Vera Gebuhr
- Jørgen Kiil
- Sisse Reingaard
- Emil Hass Christensen
- Bjørn Puggaard-Müller
- Carl Ottosen
- Jørgen Buckhøj